# Nolde

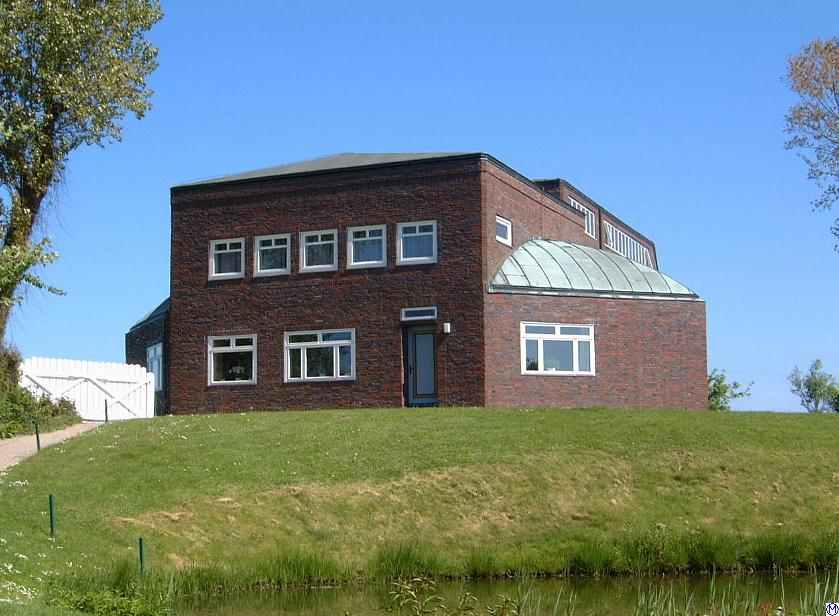
Noldemuseet i Seebüll.

Nolde, by i Burkal socken, Åbenrå kommun i Danmark, 11 km öster om Tønder och 5 km från gränsen till Tyskland. I byn föddes under Nordslesvigs tyska tid den tysk-danske konstnären Emil Nolde (född Hansen). Söder om gränsen ligger byn Seebüll där ett museum med konstnärens produktion visas.